# Archeolarca aalbui
Archeolarca aalbui är en spindeldjursart som beskrevs av William B. Muchmore 1984. Archeolarca aalbui ingår i släktet Archeolarca och familjen Larcidae. Inga underarter finns listade i Catalogue of Life.